# Division nationale A
La Division nationale A maschile è il massimo campionato nazionale tunisino di pallamano.
La pallamano è stata introdotta nel paese nel 1951 e poi sviluppata in particolare nelle scuole che hanno costituito il primo vivaio di questo sport, grazie ai professori Georges Mounier, Hamadi Driss, Noureddine Kedidi o El Adel Saada.
L'Espérance sportive de Tunis detiene il record di campionati vinti con 36 titoli vinti, davanti al Club africain che detiene 13 trofei.
La Espérance sportiva de Tunis ha vinto 18 doppie (coppa e campionato), il Club africano sei, l'Handball è stato introdotto nel paese nel 1951 e si è poi sviluppato in particolare nelle scuole che hanno costituito la prima fucina di questo sport grazie ai professori Georges Mounier, Hamadi Driss, Noureddine Kedidi o El Adel Saada.
Nel 2021 è la squadra Espérance Sportif de Tunis (EST) a detenere il record di campionati vinti con 34 titoli vinti, davanti al Club africano e ai suoi 12 trofei.
Esperance Sportive de Tunis ha vinto 18 doppi (coppa e campionato), Club Africain sei, Effort Sportif, Association Sportive des PTT e Al Mansoura Chaâbia da Hammam Lif uno ciascuno.

## Palmarès
| Stagione  | Campione                          |
| --------- | --------------------------------- |
| 1955-1956 | Tunis Universitaire Club          |
| 1956-1957 | Tunis Universitaire Club          |
| 1957-1958 | USM Menzel Bourguiba              |
| 1958-1959 | Effort sportif                    |
| 1959-1960 | Effort sportif                    |
| 1960-1961 | Union sportive tunisienne         |
| 1961-1962 | ASPTT Tunis                       |
| 1962-1963 | Al Mansoura Chaâbia de Hammam Lif |
| 1963-1964 | Club athlétique du gaz            |
| 1964-1965 | Club Africain                     |
| 1965-1966 | Club sportif de Hammam Lif        |
| 1966-1967 | Espérance                         |
| 1967-1968 | Club Africain                     |
| 1968-1969 | Espérance                         |
| 1969-1970 | Club Africain                     |
| 1970-1971 | Espérance                         |
| 1971-1972 | Espérance                         |
| 1972-1973 | Espérance                         |
| 1973-1974 | Espérance                         |
| 1974-1975 | Espérance                         |
| 1975-1976 | Espérance                         |
| 1976-1977 | Espérance                         |
| 1977-1978 | Espérance                         |
| 1978-1979 | Espérance                         |
| 1979-1980 | Espérance                         |
| 1980-1981 | Espérance                         |
| 1981-1982 | Espérance                         |
| 1982-1983 | Espérance                         |
| 1983-1984 | Espérance                         |
| 1984-1985 | Espérance                         |
| 1985-1986 | Club Africain                     |
| 1986-1987 | Club Africain                     |
| 1987-1988 | Étoile du Sahel                   |
| 1988-1989 | Club Africain                     |
| 1989-1990 | Club Africain                     |
| 1990-1991 | Espérance                         |
| 1991-1992 | Espérance                         |
| 1992-1993 | Espérance                         |
| 1993-1994 | El Makarem de Mahdia              |
| 1994-1995 | Espérance                         |
| 1995-1996 | Étoile du Sahel                   |
| 1996-1997 | Espérance                         |
| 1997-1998 | Club Africain                     |
| 1998-1999 | Étoile du Sahel                   |
| 1999-2000 | Club Africain                     |
| 2000-2001 | Club Africain                     |
| 2001-2002 | Étoile du Sahel                   |
| 2002-2003 | Étoile du Sahel                   |
| 2003-2004 | Espérance                         |
| 2004-2005 | Espérance                         |
| 2005-2006 | Étoile du Sahel                   |
| 2006-2007 | Étoile du Sahel                   |
| 2007-2008 | Club Africain                     |
| 2008-2009 | Espérance                         |
| 2009-2010 | Espérance                         |
| 2010-2011 | Étoile du Sahel                   |
| 2011-2012 | Espérance                         |
| 2012-2013 | Espérance                         |
| 2013-2014 | Espérance                         |
| 2014-2015 | Club Africain                     |
| 2015-2016 | Espérance                         |
| 2016-2017 | Espérance                         |
| 2017-2018 | Étoile du Sahel                   |
| 2018-2019 | Espérance                         |
| 2019-2020 | Espérance                         |
| 2020-2021 | Espérance                         |
| 2021-2022 | Club Africain                     |
| 2022-2023 | Espérance                         |
| 2023-2024 | Espérance                         |

## Titoli per club
| Class  | Club                                        | Titoli | Anni |
| ------ | ------------------------------------------- | ------ | --- |
| 1      | Espérance                                   | 36     | 1967, 1969, 1971, 1972, 1973, 1974, 1975, 1976, 1977, 1978, 1979, 1980, 1981, 1982, 1983, 1984, 1985, 1991, 1992, 1993, 1995, 1997, 2004, 2005, 2009, 2010, 2012, 2013, 2014, 2016, 2017, 2019, 2020, 2021, 2023, 2024 |
| 2      | Club Africain                               | 13     | 1965, 1968, 1970, 1986, 1987, 1989, 1990, 1998, 2000, 2001, 2008, 2015, 2022 |
| 3      | Étoile du Sahel                             | 9      | 1988, 1996, 1999, 2002, 2003, 2006, 2007, 2011, 2018 |
| 4      | Tunis Universitaire Club                    | 2      | 1956, 1957 |
| 4      | Effort sportif                              | 2      | 1959, 1960 |
| 6      | Union sportive maritime de Menzel Bourguiba | 1      | 1958 |
| 6      | Union sportive tunisienne                   | 1      | 1961 |
| 6      | ASPTT Tunis                                 | 1      | 1962 |
| 6      | Al Mansoura Chaâbia de Hammam Lif           | 1      | 1963 |
| 6      | Club athlétique du gaz                      | 1      | 1964 |
| 6      | Club sportif de Hammam Lif                  | 1      | 1966 |
| 6      | El Makarem de Mahdia                        | 1      | 1994 |
| Totale | Totale                                      | 65     | 1956-2020 |